# Sminthurus butcheri
Sminthurus butcheri är en urinsektsart som beskrevs av Jerry Allen Snider 1969. Sminthurus butcheri ingår i släktet Sminthurus och familjen Sminthuridae. Inga underarter finns listade i Catalogue of Life.